# Adelognathus pilosus
Adelognathus pilosus là một loài tò vò trong họ Ichneumonidae.